# 피터 오맬리
피터 오맬리(Peter O'Malley, 1937년 12월 12일 ~ )는 전 메이저 리그 로스앤젤레스 다저스 구단주이자 2013년 현재 메이저 리그 샌디에이고 파드리스 구단주이다.

## 생애
피터 오맬리는 메이저 리그 다저스의 구단주인 월터 프랜시스 오맬리와 캐서린 엘리자베스 케이 핸슨 부부 사이에서 태어났다.